# Alexander Zaïd
Alexander Zaïd (Zima, Império Russo, 30 de janeiro de 1886 – Sheikh Abreik, Mandato Britânico da Palestina, 10 de julho de 1938) foi um dos fundadores das organizações de defesa judaica Bar-Giora e Hashomer, e uma figura proeminente da Segunda Aliá.

## Biografia
Zaïd nasceu em 1886 em Zima, uma cidade no Oblast de Irkutsk, na Sibéria. Seu pai havia era um judeu asquenaze que havia sido deportado de Vilna para a Sibéria devido à atividade revolucionária e sua mãe era uma judia subbotnik. Em 1889, a família mudou-se para Irkutsk. Em 1901, voltaram para Vilna, onde seu pai se casou novamente. Dois anos depois, o pai também morreu. O adolescente órfão conheceu Michael Helpern, um pioneiro da Primeira Aliá enviado a Vilna para promover a imigração para a Palestina. Zaïd mudou-se para a Palestina em 1904, com auxílio do Movimento Trabalhista Sionista. Trabalhou na vinícola de Rishon LeZion, onde conheceu Israel Shochat, como operário da construção civil em Ben Shemen e pedreiro em Jerusalém.
Em 1907, foi um dos sete fundadores da primeira organização de vigias judeus, a clandestina "Bar-Giora". Dois anos depois, em 1909, foi um dos fundadores do Hashomer, uma organização de defesa judaica, para salvaguardar os assentamentos agrícolas judaicos na Palestina. Em 1920, sobreviveu ao ataque de árabes xiitas em Tel Hai em que o comandante Joseph Trumpeldor foi morto.
Zaïd e sua esposa Tzippora foram os fundadores do kibutz Kfar Giladi na Galileia, que se tornou um centro da atividade clandestina do Hashomer. Em 1926, após o estabelecimento da Haganá, David Ben-Gurion exigiu que o Hashomer se tornasse subordinado à nova organização e transferisse suas armas para ela. Zaïd e sua esposa apoiaram esta medida, mas a maioria dos membros de Kfar Giladi se opôs a ela. Como resultado, os Zaïds foram forçados a deixar o kibutz com os seus quatro filhos pequenos. Zaïd mudou-se para Sheikh Abreik no Vale de Jizreel, onde trabalhou como vigia, supervisionando as terras do Fundo Nacional Judeu. Os residentes da aldeia árabe no local tinham sido despejados alguns anos antes, quando a família Sursuk de Beirute vendeu o terreno. A localidade era conhecida por ter importância arqueológica, mas nunca havia sido escavada. Em 1936, Zaïd relatou ter encontrado uma brecha na parede de uma das cavernas conhecidas que levava a outra caverna decorada com inscrições. Isto levou à escavação do local e à sua identificação como Beit She'arim.
Zaïd sobreviveu a dois ataques de árabes, mas na noite de 10 de julho de 1938, foi assassinado. Ele foi emboscado por uma gangue árabe enquanto se dirigia para se encontrar com membros do kibutz Alonim. O assassino foi Qassem Tabash, um beduíno da tribo al-Hilaf. Em 1942, o Palmach matou Tabash em retaliação. Zaïd deixou sua esposa e quatro filhos.

## Homenagem
No topo de uma colina com vista para o Vale de Jizreel, há uma estátua de bronze de Alexander Zaïd montando em um cavalo, esculpida por David Polus. Os assentamentos (moshav) de Givat Zaid e Beit Zaid foram nomeados em sua homenagem. O poeta Alexander Penn dedicou seu poema Adamah, Admati ("Terra, Minha Terra") a Alexander Zaïd.

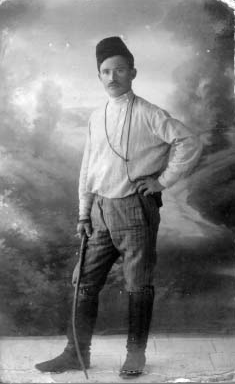
Alexander Zaïd em sua juventude
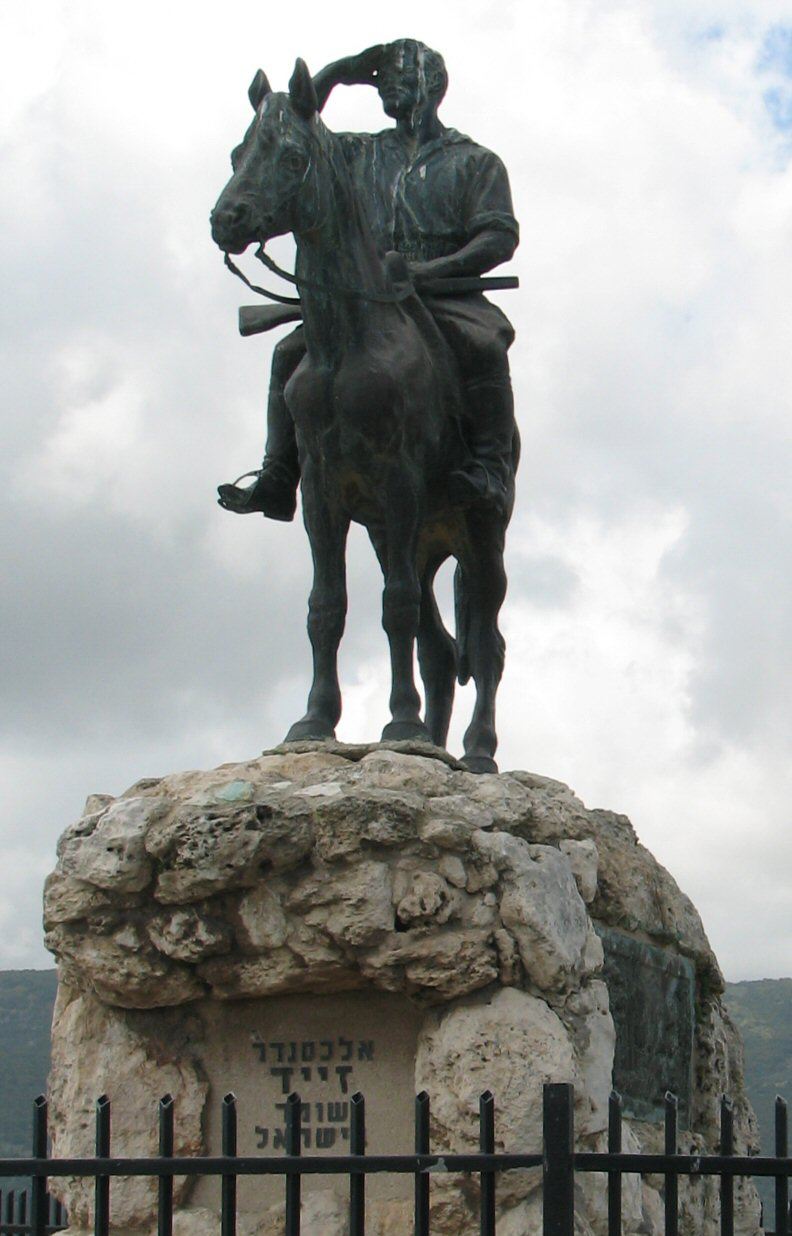
Monumento em memória de Zaïd perto do parque nacional Beit She'arim, estátua de David Polus
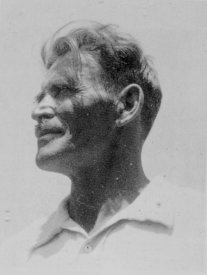
Alexander Zaïd posando para uma fotografia.
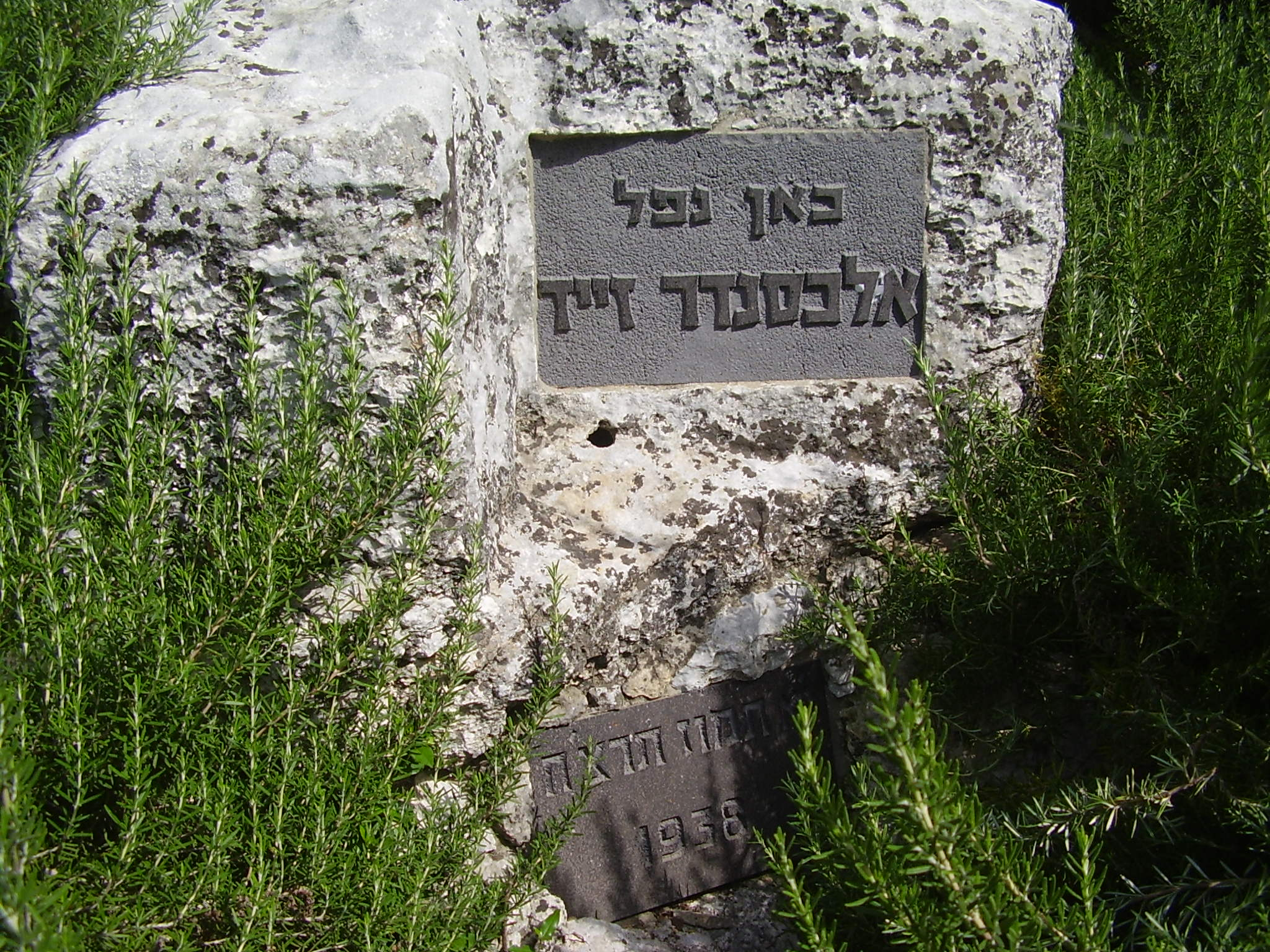
O local onde Alexander Zaïd foi morto